# Brett Manning
Brett Manning (Nashville, 27 aprile 1966) è un cantante e insegnante di canto statunitense.
Nella sua carriera ha dato lezioni di canto a vari artisti di fama internazionale, come Taylor Swift, Hayley Williams, Keith Urban e Mark Kibble (vincitore di 10 Grammy Award).